# Бердыев, Хаким Эшбаевич
Хаким Эшбаевич Бердыев (узб. Hakim Eshbaevich Berdiyev; род. 10 мая 1938, с. Тупар, Шерабадский район, Сурхандарьинская область, Узбекская ССР, СССР) — советский и узбекский партийный государственный деятель. с 24 февраля 1992 по 13 апреля 1993 год занимал должность хокима Сурхандарьинской области.

## Биография
Родился 10 мая 1938 года в селе Тупар Шерабадского района Сурхандарьинской области.
В 1960 году окончил Среднеазиатский политехнический институт.
С 1962 по 1991 являлся членом КПСС. С 1960 года (в течение 9 лет) работал главным инженером Щерабадского райсельхозуправления. С 1969 по 1985 год — начальник Сурхандарьинского облсельхозуправления. Позже, в 1985 году стал первым секретарем Шерабадского РК КПУ, а в 1989 г. — первым секретарем Сурхандарьинского обкома КПУ.
После получения Узбекистаном независимости, с 1992 по 13 апреля 1993 год стал хокимом Сурхандарьинской области.
15 апреля 1993 года назначен хокимом Шерабадского района Сурхандарьинской области.

## Награды
- Орден Октябрьской Революции (08.12.1973)
- Орден Трудового Красного Знамени (1971, 27.12.1976, 04.03.1980)